# تراسوباريس
بلدية تراسوباريس (بالإسبانية: Trasobares) هي بلدية تقع في مقاطعة سرقسطة التابعة لمنطقة أراغون شمال شرق إسبانيا.

## الديموغرافيا
بلغ عدد سكان بلدية تراسوباريس 146 نسمة عام 2011 (وفقاً للمعهد الوطني الإسباني للإحصاء).
| 249 | 234 | 206 | 176 | 177 | 158 | 146 |